# 姫川橋 (新潟県道486号姫川港青海線)
姫川橋（ひめかわばし）は、新潟県糸魚川市寺島 - 須沢の姫川に架かる新潟県道486号姫川港青海線の橋長402.3 m（メートル）のトラス橋・桁橋。

## 概要

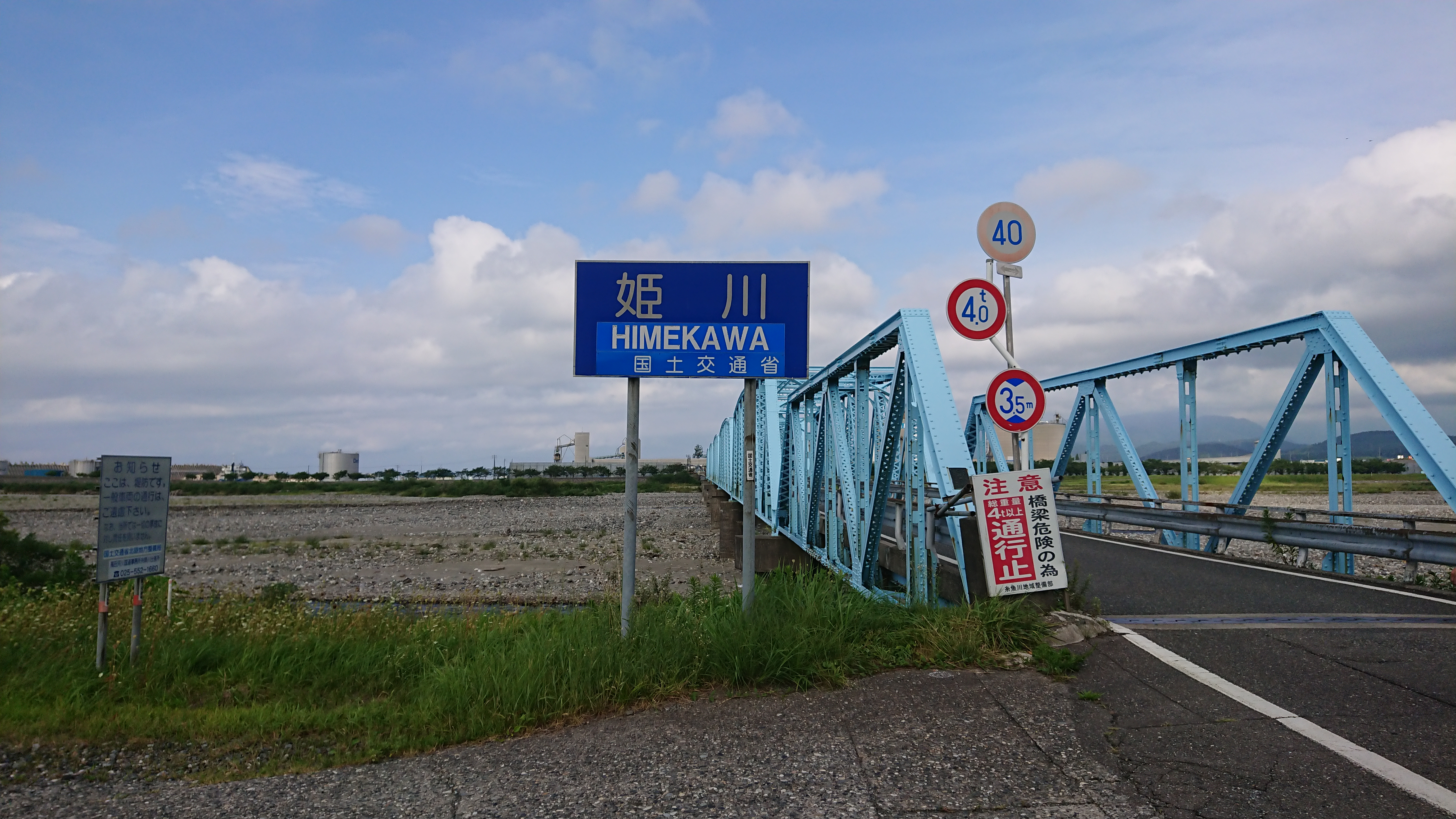
姫川橋の左端

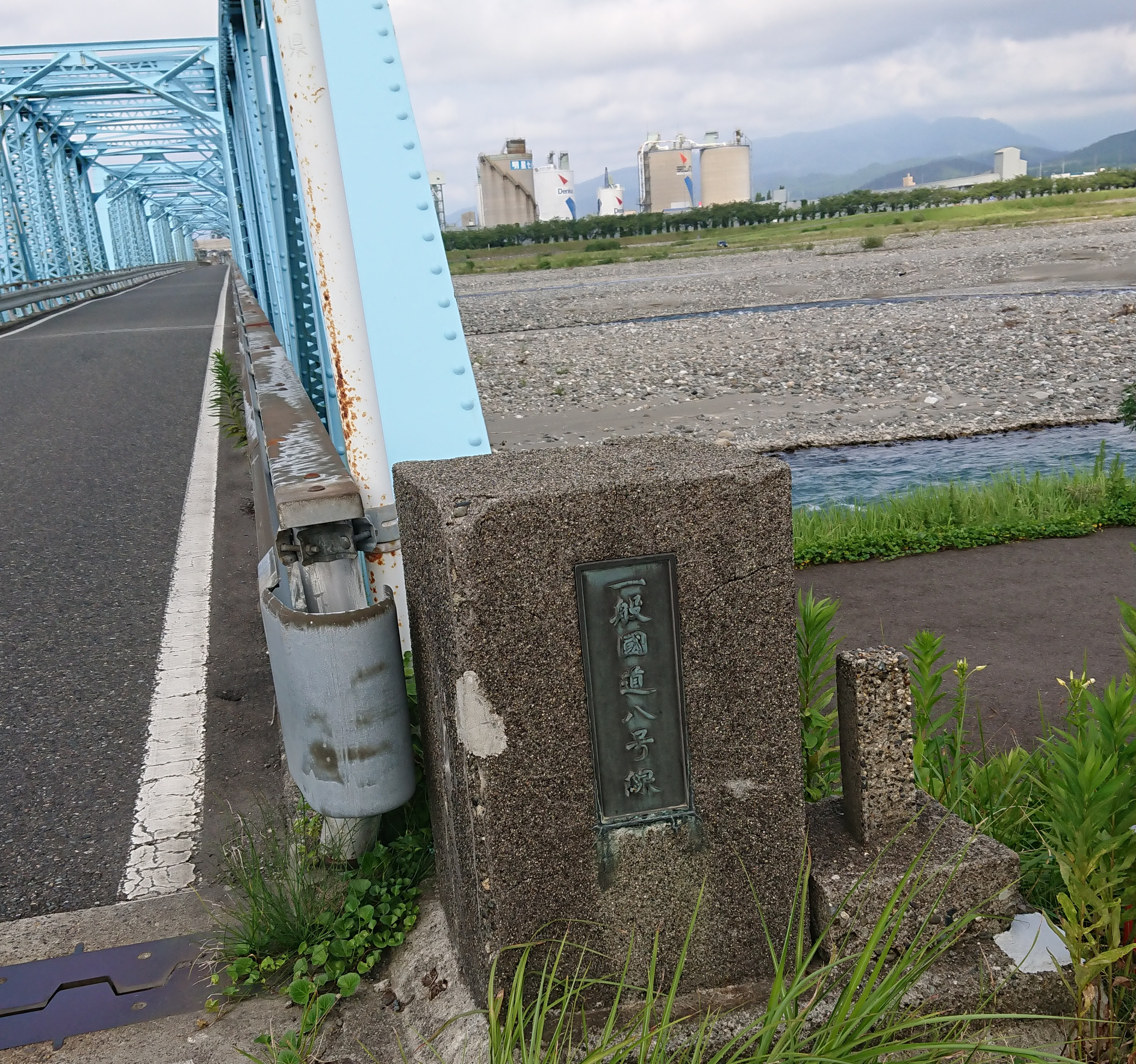
姫川橋の左端。一般國道八号線と記されている。

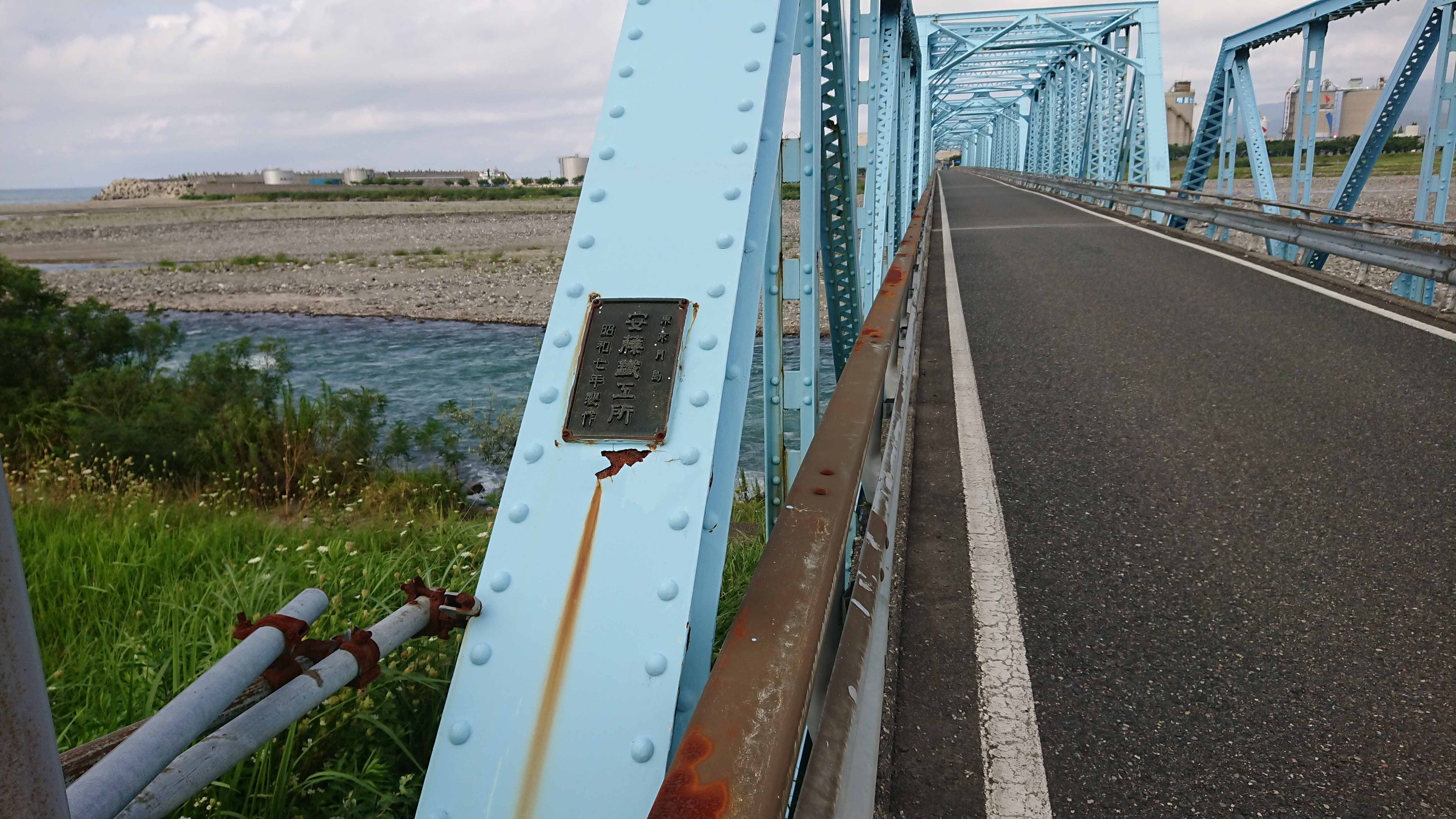
姫川橋の銘板

橋梁保護のため、車両総重量4トン、高さ3.5 mを超える車両の通行が禁止されている。
- 形式 - 平行弦ポニーワーレントラス+曲弦ワーレントラス5連+RCカンチレバー桁橋
- 橋長 - 402.3 m
- 幅員 - 4.5 - 5.5 m

## 歴史
江戸時代は左岸の須沢村と右岸の寺島村が渡し守を担った。急流であることから、船に綱を付けて川上に引き上げた後川下に下りながら渡る方式であった。その後両綱渡しになり、さらに繰り綱渡しに改良された。
1878年（明治11年）に須沢組番組が土船の許可を受け、舟橋を架橋した。
1896年（明治29年）8月に 中山禎松によって、橋長633 mの木造方杖橋が完成した。
1925年（大正14年）に土橋となり、1929年（昭和4年）7月10日の姫川出水に伴い流失した後は、橋長432 m、幅員4.5 mの木造土橋に架け替えられた。
1932年（昭和7年）西側に鋼トラス橋延長210.8 mが完成した。1934年（昭和9年）7月12日に、水害のため一部が流失した。1954年（昭和29年）東側にコンクリート桁橋延長191.5 mが完成し、現在の姿となった。
それまでは国道14号に指定されていたが、1952年（昭和27年）12月4日に現在の道路法によって、国道8号の橋梁となった。交通量の増大に伴い、1966年（昭和41年）に上流に姫川大橋が開通したのに伴い、国道8号の指定から外れた。